# Albatros D.I
L'Albatros D.I est un chasseur biplan monoplace allemand de la Première Guerre mondiale. Apparu au moment où étaient créées les Jagdstaffeln, il contribua avec son dérivé D II à redonner à l’Allemagne une supériorité aérienne que les monoplans Fokker avaient perdue au profit des Nieuport 11 Bébé et Airco DH.2.
Premier chasseur conçu chez Albatros Flugzeugwerke, cet appareil aux lignes aérodynamiques dessiné par les ingénieurs Thielen, Schubert et Gnädig effectua ses essais officiels en avril 1916. Le fuselage, de section ovoïde, avait une structure semi-monocoque en bois, les ailes étant plus classiquement en bois entoilé. À l’avant le moteur à six cylindres en ligne était un Benz Bz III de 150 ch ou un Mercedes D III de 160 ch dont les têtes de cylindres étaient encadrées par deux mitrailleuses synchronisées LMG 08/15 de 7,92 mm.
Douze appareils de présérie furent livrés au front en août 1916, alors qu’une série de 50 monoplaces était déjà en fabrication. Ces appareils entrèrent en service en novembre, en même temps que le D.II, qui lui fut finalement préféré.